# Evant (Teksas)
Evant je gradić u američkoj saveznoj državi Teksas. Prema popisu stanovništva iz 2010. u njemu je živjelo 426 stanovnika.